# Montreuil-sur-Ille
Pour les articles homonymes, voir Montreuil.
Montreuil-sur-Ille est une commune française située dans le département d'Ille-et-Vilaine en région Bretagne, peuplée de 2 419 habitants.

## Géographie
Montreuil-sur-Ille est une commune d'Ille-et-Vilaine. Située à 25 kilomètres au nord de Rennes, la commune se trouve sur la ligne ferroviaire Rennes - Saint-Malo et est longée par le canal d'Ille-et-Rance.

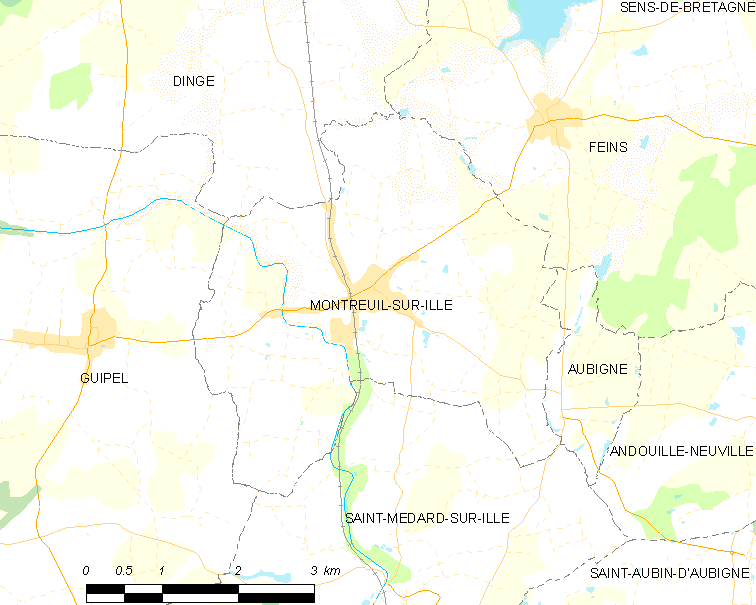
Les communes limitrophes sont, dans le sens horaire et en commençant par l'ouest, Guipel, Dingé, Feins, Aubigné et Saint-Médard-sur-Ille.

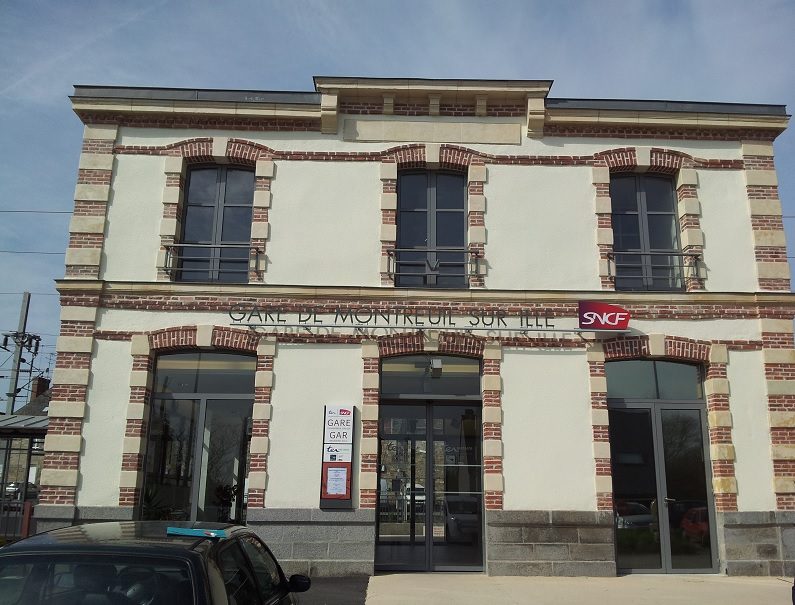
Gare de Montreuil-sur-Ille.

## Urbanisme

### Typologie
Au 1er janvier 2024, Montreuil-sur-Ille est catégorisée bourg rural, selon la nouvelle grille communale de densité à sept niveaux définie par l'Insee en 2022.
Elle appartient à l'unité urbaine de Montreuil-sur-Ille, une unité urbaine monocommunale constituant une ville isolée,. Par ailleurs la commune fait partie de l'aire d'attraction de Rennes, dont elle est une commune de la couronne,. Cette aire, qui regroupe 183 communes, est catégorisée dans les aires de 700 000 habitants ou plus (hors Paris),.

### Occupation des sols
L'occupation des sols de la commune, telle qu'elle ressort de la base de données européenne d'occupation biophysique des sols Corine Land Cover (CLC), est marquée par l'importance des territoires agricoles (91,5 % en 2018), en diminution par rapport à 1990 (93,7 %). La répartition détaillée en 2018 est la suivante : 
zones agricoles hétérogènes (65,3 %), terres arables (18,7 %), zones urbanisées (7,5 %), prairies (7,5 %), forêts (1 %). L'évolution de l'occupation des sols de la commune et de ses infrastructures peut être observée sur les différentes représentations cartographiques du territoire : la carte de Cassini (XVIIIe siècle), la carte d'état-major (1820-1866) et les cartes ou photos aériennes de l'IGN pour la période actuelle (1950 à aujourd'hui).

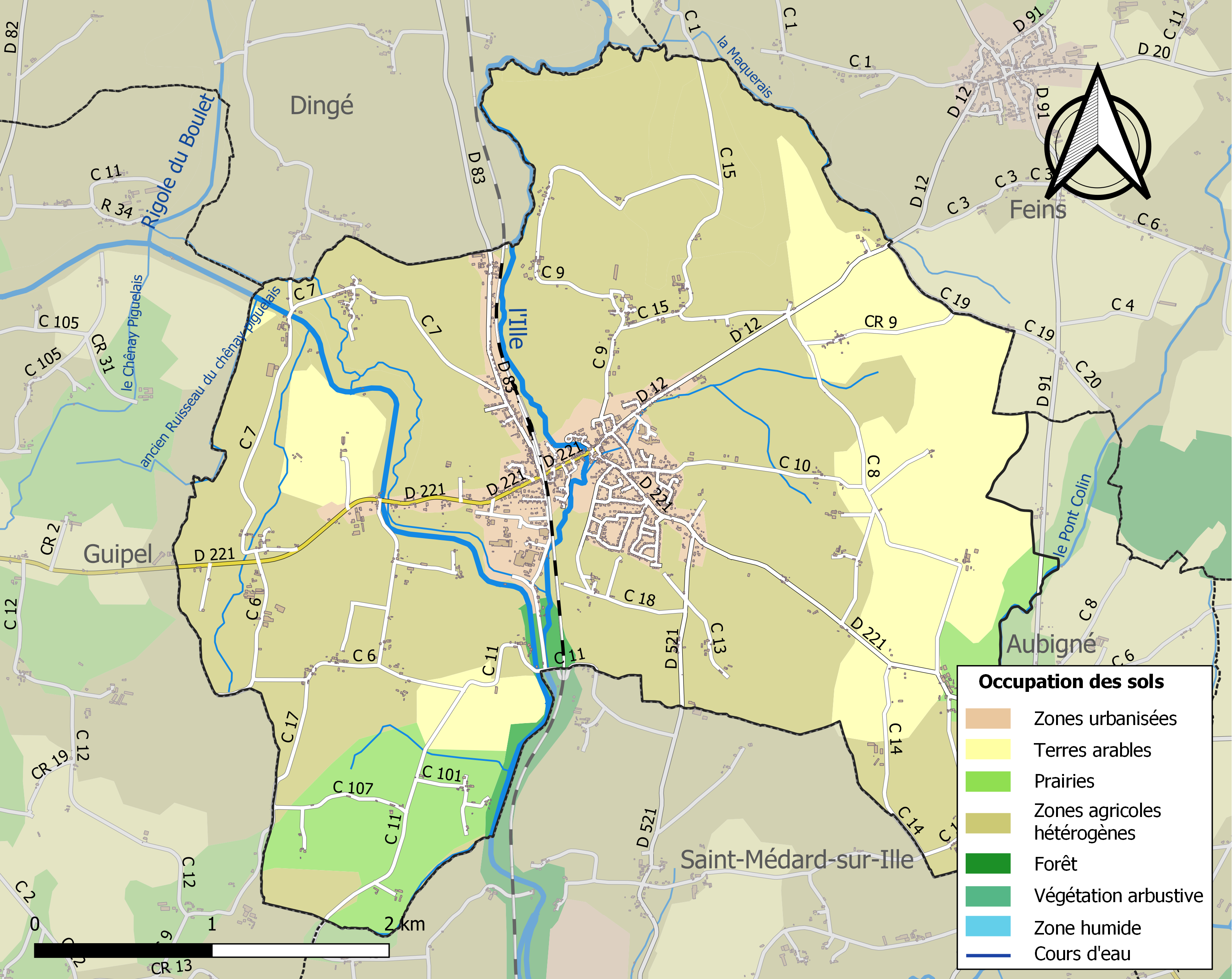
Carte des infrastructures et de l'occupation des sols de la commune en 2018 (CLC).

## Toponymie
Le nom de la commune de Montreuil-sur-Ille est attesté sous la forme latinisée Monasteriolum Super Insulam puis Monstereul super Insulamqui signifie « le petit monastère sur Ille ». C'est à partir du XIIe siècle que la paroisse de Montreuil se construit autour d'un monastère dont il ne subsiste aujourd'hui aucune trace, et dont les moines devaient dépendre du prieuré d'Aubigné[réf. nécessaire].
La forme bretonne proposée par l'Office public de la langue bretonne est Mousterel-an-Il. Le breton n'est cependant pas la langue vernaculaire du territoire.
En gallo, le nom est Montreu, prononcé [mõtɾə] ou [mõtɾəj].

## Histoire
En 1804, la création du canal d'Ille-et-Rance puis l'arrivée du chemin de fer ont favorisé un développement industriel : usine d'extrait tannique, tannerie, industrie laitière.

### Héraldique
| Blason | Blasonnement : D'azur à la fasce ondée abaissée d'argent, accompagnée en chef à dextre d'un dextrochère vêtu d'or à l'index tendu, mouvant du flanc, à senestre d'un œil d'argent, et en pointe une borne d'amarrage de sable. |

## Politique et administration
| Période                                  | Période                 | Identité                       | Étiquette | Qualité                                                                  |
| ---------------------------------------- | ----------------------- | ------------------------------ | --------- | ------------------------------------------------------------------------ |
| ?                                        | 1831                    | Michel Bonvalet                |           | Laboureur                                                                |
| 1831                                     | 1831                    | Gilles Truet                   |           |                                                                          |
| 1831                                     | 1840 (décès)            | Louis Cottin                   |           |                                                                          |
| 1840                                     | 1860 (démission)        | Louis Cottin fils              |           | Laboureur                                                                |
| 1860                                     | 1874                    | Jean-Marie Beaugeard           |           | Laboureur, propriétaire                                                  |
| Les données manquantes sont à compléter. |                         |                                |           |                                                                          |
| 1876                                     | 1884                    | Jean-Marie Beaugeard           |           | Laboureur, propriétaire                                                  |
| 1884                                     | 1918 (démission)        | Sébastien Chauvigné            |           |                                                                          |
| 1918                                     | 31 juillet 1920 (décès) | Alphonse Lefilleul (1872-1920) |           | Boucher                                                                  |
| septembre 1920                           | mai 1935                | Alexis Rey (1860-1948)         |           | Industriel, directeur d'usine                                            |
| mai 1935                                 | 1944                    | Jacques Monnerie (1889-1959)   |           | Directeur de fromagerie                                                  |
| Les données manquantes sont à compléter. |                         |                                |           |                                                                          |
| mai 1945                                 | 1947                    | Jacques Monnerie (1889-1959)   |           | Directeur de fromagerie                                                  |
| 1947                                     | mars 1971               | André Lemoine                  |           | Médecin                                                                  |
| mars 1971                                | 1972 (démission)        | Aristide Tribalet              |           | Administrateur de société Chevalier de l'Ordre national du Mérite (1970) |
| 1972                                     | mars 1983               | Anny-Lise Nogue                | DVD       | Sage-femme                                                               |
| mars 1983                                | mars 1989               | Claude Froger                  | DVG       | Cadre commercial                                                         |
| mars 1989                                | juin 1995               | Jean Monnier                   | DVD       | Maire honoraire                                                          |
| juin 1995                                | mars 2014               | Patrick Vasseur (1951- )       | PRG       | Attaché comptable retraité                                               |
| mars 2014                                | En cours                | Yvon Taillard                  | SE        | Maçon                                                                    |
| Les données manquantes sont à compléter. |                         |                                |           |                                                                          |

## Démographie
L'évolution du nombre d'habitants est connue à travers les recensements de la population effectués dans la commune depuis 1793. Pour les communes de moins de 10 000 habitants, une enquête de recensement portant sur toute la population est réalisée tous les cinq ans, les populations de référence des années intermédiaires étant quant à elles estimées par interpolation ou extrapolation. Pour la commune, le premier recensement exhaustif entrant dans le cadre du nouveau dispositif a été réalisé en 2007.
En 2022, la commune comptait 2 419 habitants, en évolution de +3,55 % par rapport à 2016 (Ille-et-Vilaine : +5,46 %, France hors Mayotte : +2,11 %).
| 1793 | 1800 | 1806 | 1821 | 1831 | 1836 | 1841 | 1846 | 1851 |
| ---- | ---- | ---- | ---- | ---- | ---- | ---- | ---- | ---- |
| 780  | 745  | 998  | 836  | 858  | 850  | 828  | 833  | 833  |

| 1856 | 1861 | 1866 | 1872  | 1876  | 1881  | 1886  | 1891  | 1896  |
| ---- | ---- | ---- | ----- | ----- | ----- | ----- | ----- | ----- |
| 878  | 942  | 987  | 1 032 | 1 085 | 1 191 | 1 249 | 1 286 | 1 355 |

| 1901  | 1906  | 1911  | 1921  | 1926  | 1931  | 1936  | 1946  | 1954  |
| ----- | ----- | ----- | ----- | ----- | ----- | ----- | ----- | ----- |
| 1 352 | 1 415 | 1 346 | 1 307 | 1 342 | 1 368 | 1 401 | 1 463 | 1 417 |

| 1962  | 1968  | 1975  | 1982  | 1990  | 1999  | 2006  | 2007  | 2012  |
| ----- | ----- | ----- | ----- | ----- | ----- | ----- | ----- | ----- |
| 1 313 | 1 399 | 1 479 | 1 453 | 1 418 | 1 554 | 1 876 | 1 925 | 2 110 |

| 2017  | 2022  | - | - | - | - | - | - | - |
| ----- | ----- | - | - | - | - | - | - | - |
| 2 383 | 2 419 | - | - | - | - | - | - | - |

## Lieux et monuments

L'église Saint-Pierre-ès-Liens.

Il n'y a aucun monument classé ou inscrit monument historique à Montreuil-sur-Ille mais la base Mérimée dispose de 481 fiches d'inventaires, notamment pour :
- présentation de la commune[23] et du village[24] ;
- église paroissiale Saint-Pierre-ès-Liens, œuvre d'Arthur Regnault[25] ;
- monument aux morts[26] ;
- cinq manoirs :
  - manoir des Fougerais, daté de 1574[27],
  - manoir des Brûlais, bâtiment principal daté de 1576[28],[29],
  - manoir et fermes de l'Ille, XVIIe siècle[30],[31],
  - manoir de la Touche, XVIIe siècle[32] ;
- gare de Montreuil-sur-Ille[33], ainsi que :
  - voie ferrée, traversant la commune du nord vers le sud[34],
  - maison de garde barrière[35],
  - pont ferroviaire à une arche[36],
  - plusieurs maisons de cheminots situées rue de la Haute Ville, aux numéros 16[37], 18[38], 20[39], 22[40], 24[41], 26[42], 28[43], 30[44] et 34[45].

### Hydrographie
Pour un article plus général, voir Réseau hydrographique d'Ille-et-Vilaine.
La commune est située dans le bassin Loire-Bretagne. Elle est drainée par le canal d'Ille et Rance, l'Ille, le Pont Colin, la Maquerais, la rigole du chênay piguelais, l'ancien ruisseau du Chênay piguelais, le ruisseau de Boulet et le ruisseau des Fonderies,,.
Le canal d'Ille-et-Rance est un canal, chenal et un cours d'eau naturel navigable, d'une longueur de 84 km, prend sa source dans la commune  et se jette  dans l'Ille à Saint-Grégoire, après avoir traversé 25 communes. 
L'Ille, d'une longueur de 49 km, prend sa source dans la commune de Dingé et se jette  dans la Vilaine à Rennes, après avoir traversé onze communes. Les caractéristiques hydrologiques de l'Ille sont données par la station hydrologique située dans la commune. Le débit moyen mensuel est de 0,673 m3/s. Le débit moyen journalier maximum est de 15,3 m3/s, atteint lors de la crue du 6 janvier 2001. Le débit instantané maximal est quant à lui de 18,3 m3/s, atteint le 5 janvier 2001.

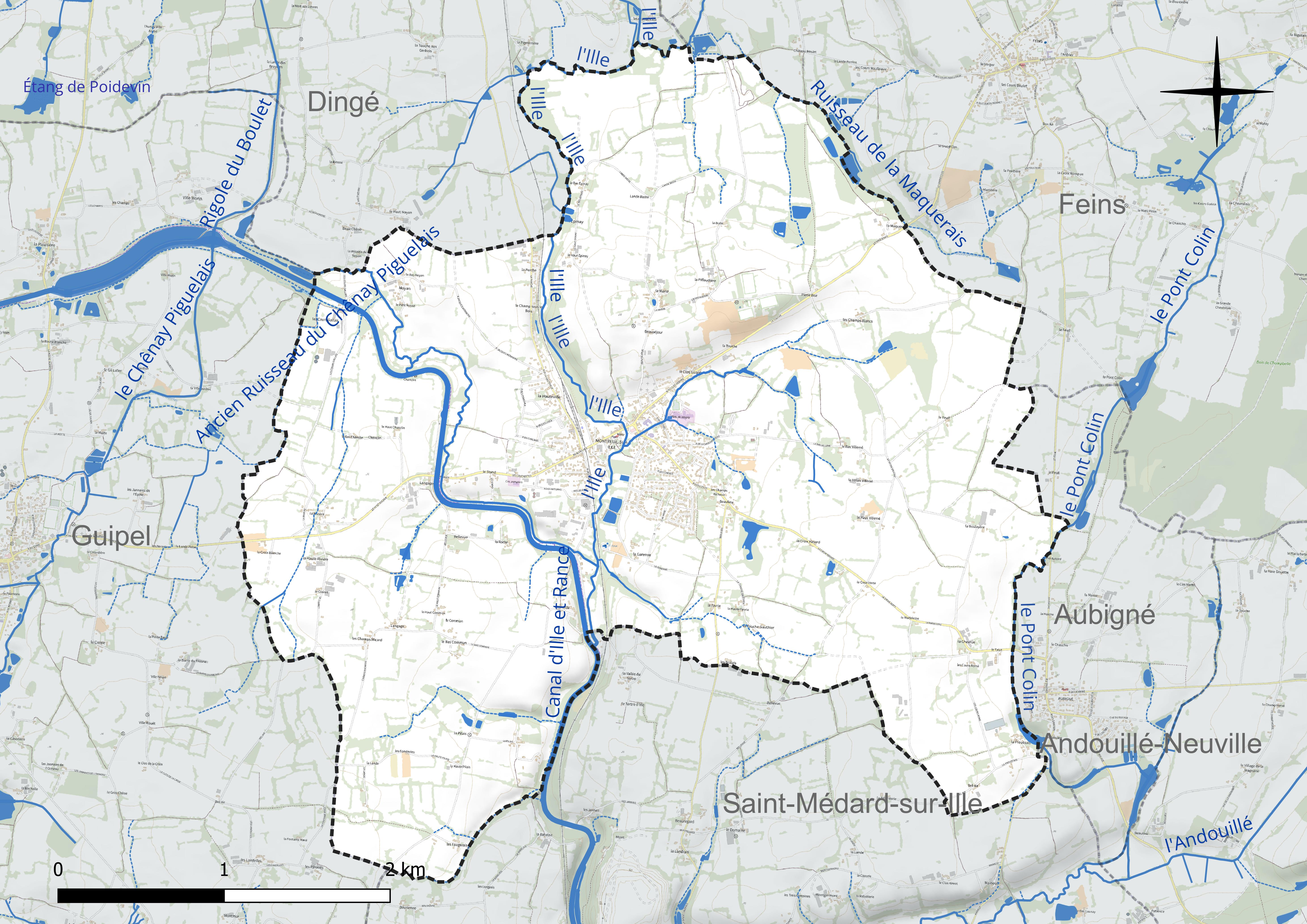
Réseau hydrographique de Montreuil-sur-Ille.

### Climat
Pour des articles plus généraux, voir Climat de la Bretagne et Climat d'Ille-et-Vilaine.
En 2010, le climat de la commune est de type climat océanique altéré, selon une étude du CNRS s'appuyant sur une série de données couvrant la période 1971-2000. En 2020, Météo-France publie une typologie des climats de la France métropolitaine dans laquelle la commune est exposée à un climat océanique et est dans la région climatique  Bretagne orientale et méridionale, Pays nantais, Vendée, caractérisée par une faible pluviométrie en été et une bonne insolation. Parallèlement l'observatoire de l'environnement en Bretagne publie en 2020 un zonage climatique de la région Bretagne, s'appuyant sur des données de Météo-France de 2009. La commune est, selon ce zonage, dans la zone « Intérieur Est », avec des hivers frais, des étés chauds et des pluies modérées.
Pour la période 1971-2000, la température annuelle moyenne est de 11,4 °C, avec une amplitude thermique annuelle de 12,7 °C. Le cumul annuel moyen de précipitations est de 793 mm, avec 12,5 jours de précipitations en janvier et 7 jours en juillet. Pour la période 1991-2020, la température moyenne annuelle observée sur la station météorologique la plus proche, située sur la commune de Feins à 3 km à vol d'oiseau, est de 11,9 °C et le cumul annuel moyen de précipitations est de 816,2 mm,. Pour l'avenir, les paramètres climatiques de la commune estimés pour 2050 selon différents scénarios d'émission de gaz à effet de serre sont consultables sur un site dédié publié par Météo-France en novembre 2022.

### Milieux naturels
Selon l'inventaire national du patrimoine naturel, aucun espace protégé ne se trouve sur le territoire de la commune.

## Activité et manifestations

### Jumelages
Montreuil-sur-Ille est jumelée avec :
- Moffat (Royaume-Uni) depuis 2003.

Avec les dix-huit autres communes de la communauté de communes du Val d'Ille-Aubigné, elle est par ailleurs jumelée avec :
- Chedzoy (Royaume-Uni) depuis 2003.
- Middlezoy (Royaume-Uni) depuis 2003.
- Westonzoyland (Royaume-Uni) depuis 2003.

## Personnalités liées à la commune
- Albert Jugon, cofondateur des Gueules cassées, association pour les blessés à la tête et au visage : laissé à moitié mort sur le champ de bataille, Jugon avait dit à ses compagnons que s'ils avaient le temps de le sauver après les autres soldats moins blessés que lui, alors ils pourraient venir le rechercher. Il fit partie des cinq soldats qui assistèrent à la signature du Traité de Versailles.
- Alexis Rey (1860-1948), industriel, maire de la commune de 1920 à 1935, cofondateur du préventorium Rey-Leroux à La Bouëxière.
- Frédéric Paulin (né en 1972), écrivain français, réside à Montreuil-sur-Ille[63].